# Klaus Heymann
Klaus Heymann, född 22 oktober 1936 i Frankfurt am Main, Tyskland, är en entreprenör och företagsledare bosatt i Hongkong. Han är grundare av och tidigare chef för skivbolaget Naxos.